# Руїдосо-Даунс (Нью-Мексико)
Руїдосо-Даунс (англ. Ruidoso Downs) — місто (англ. city) в США, в окрузі Лінкольн штату Нью-Мексико. Населення — 2620 осіб (2020).

## Географія
Руїдосо-Даунс розташоване за координатами 33°19′52″ пн. ш. 105°35′48″ зх. д. / 33.33111° пн. ш. 105.59667° зх. д. (33.331192, -105.596749).  За даними Бюро перепису населення США в 2010 році місто мало площу 9,82 км², уся площа — суходіл.

## Демографія
Згідно з переписом 2010 року, у місті мешкало 2815 осіб у 1121 домогосподарстві у складі 753 родин. Густота населення становила 287 осіб/км².  Було 1494 помешкання (152/км²).
Расовий склад населення:
| - 73,0 % — білих - 5,2 % — корінних американців - 1,0 % — чорних або афроамериканців - 0,3 % — азіатів - 0,2 % — вихідців з тихоокеанських островів - 18,1 % — осіб інших рас |

До двох чи більше рас належало 2,2 %. Частка іспаномовних становила 50,1 % від усіх жителів.
За віковим діапазоном населення розподілялося таким чином: 26,9 % — особи молодші 18 років, 60,0 % — особи у віці 18—64 років, 13,1 % — особи у віці 65 років та старші. Медіана віку мешканця становила 37,1 року. На 100 осіб жіночої статі у місті припадало 90,8 чоловіків;  на 100 жінок у віці від 18 років та старших — 86,1 чоловіків також старших 18 років.
Середній дохід на одне домашнє господарство  становив 36 204 долари США (медіана — 25 653), а середній дохід на одну сім'ю — 40 370 доларів (медіана — 31 212). Медіана доходів становила 25 806 доларів для чоловіків та 21 055 доларів для жінок. За межею бідності перебувало 32,1 % осіб, у тому числі 49,3 % дітей у віці до 18 років та 15,1 % осіб у віці 65 років та старших.
Цивільне працевлаштоване населення становило 1079 осіб. Основні галузі зайнятості: мистецтво, розваги та відпочинок — 31,6 %, будівництво — 18,2 %, роздрібна торгівля — 17,1 %.